# Com Intensidade
Com Intensidade é um álbum ao vivo comemorativo dos dez anos da banda mineira Diante do Trono, sendo o segundo de sua categoria. Gravado em Belo Horizonte no ano de 2007, a gravação ocorreu Estádio Jornalista Felipe Drummond, o Mineirinho, durante o VIII Congresso Internacional de Louvor e Adoração Diante do Trono, o disco trouxe regravações de algumas das principais canções de celebração da banda, gravadas de 1998 até 2006.
O trabalho não representou nenhuma novidade em termos de arranjos e canções, recebendo avaliações negativas da crítica especializada. Além disso, devido a problemas com a gravadora, o álbum demorou muito mais tempo para ser finalizado, tendo sido gravado em 2007 mas lançado apenas em 2008.
A canção Tua Chuva, do álbum Nos Braços do Pai, chegou a ser gravada, porém não entrou na edição final do projeto. Da mesma forma, a canção Eu Quero o Avivamento, do álbum Águas Purificadoras, também foi gravada em um dueto entre Ana Paula Valadão, e Mariana Valadão, porém também não entrou na edição final.
| Críticas profissionais | Críticas profissionais |
| Avaliações da crítica  | Avaliações da crítica  |
| Fonte                  | Avaliação              |
| ---------------------- | ---------------------- |
| O Propagador           | [ 2 ]                  |
| Super Gospel           | (desfavorável)         |

## Faixas

### CD
1. Vem (DT2)
2. Com Intensidade (DT6)
3. Tempo de Festa (DT3)
4. Quem é deus como o nosso Deus? (DT7)
5. Rei dos Reis (DT9)
6. Invoco o Senhor (DT6)
7. A Quem Temerei? (DT1)
8. A Vitória da Cruz (DT3)
9. Me Libertou (DT1)
10. Em Teus Átrios (DT4)

### DVD
1. Vem (DT2)
2. Com Intensidade (DT6)
3. Tempo de Festa (DT3)
4. Quem é deus como o nosso Deus? (DT7)
5. Rei dos Reis (DT9)
6. Invoco o Senhor (DT6)
7. A Quem Temerei? (DT1)
8. A Vitória da Cruz (DT3)
9. Me Libertou (DT1)
10. Espontâneo
11. Em Teus Átrios (DT4)
12. A Ele a Glória (DT8)